# Tatsiana Sharakova
Tatsiana Sharakova, née le 31 juillet 1984 à Orcha, est une coureuse cycliste biélorusse. Spécialiste de la piste, elle est notamment championne du monde de course aux points en 2011. C'est la cycliste biélorusse la cycliste la plus titrée de son pays depuis le milieu des années 2000.

## Biographie
Tatsiana Sharakova est une cycliste polyvalente, qui obtient des résultats sur route et sur piste. 
En 2005 et 2006, elle est championne d'Europe de poursuite chez les espoirs (moins de 23 ans).  En 2011, elle devient championne du monde de course aux points lors des mondiaux d'Apeldoorn. En 2012, elle remporte sept titres de championne de Biélorussie, six sur piste et un autre sur route. La même année, elle est championne d'Europe d'omnium et troisième de la poursuite par équipes. Cependant, elle est contrôlé positive au tuaminoheptane (en) lors de ces championnats d'Europe de cyclisme sur piste 2012. La substance interdite était contenue dans un spray nasal qu'elle utilisait pour traiter son rhumatisme chronique. Elle perd ses deux médailles et est suspendue 18 mois,,.
Elle participe à trois reprises aux Jeux olympiques sur des épreuves sur piste. Lors des Jeux de Londres en 2012, elle est huitième de la poursuite par équipes et neuvième de l'omnium. Aux Jeux de Rio, quatre ans plus tard, elle est à nouveau neuvième de l'omnium. Lors des Jeux de Tokyo 2020, elle prend la seizième place de l'omnium.
Sur route, elle compte un total de 16 titres de championne de Biélorussie entre 2005 et 2020. Elle est également médaillée de bronze de la course en ligne aux Jeux européens en 2019, organisée à domicile, à Minsk.

## Palmarès sur piste

### Jeux olympiques
- Londres 2012
  - 8e de la poursuite par équipes
  - 9e de l'omnium
- Rio de Janeiro 2016
  - 9e de l'omnium
- Tokyo 2020
  - 16e de l'omnium

### Championnats du monde
- Pruszkow 2009
  - 11e de la poursuite par équipes
  - 18e de la poursuite individuelle
- Ballerup 2010
  -  Médaillée de bronze de la course aux points
  - 8e du scratch
  - 10e de l'omnium
- Apeldoorn 2011
  -  Championne du monde de course aux points
  - 5e de l'omnium
  - 12e de la poursuite par équipes
- Melbourne 2012
  - 6e de la poursuite par équipes
  - 9e de la course aux points
  - 13e de l'omnium
- Saint-Quentin-en-Yvelines 2015
  - 6e de l'omnium
- Londres 2016
  - 15e de l'omnium
- Pruszków 2019
  - 11e de la poursuite individuelle

### Coupe du monde
- 2004-2005
  - 3e de la poursuite à Sydney
- 2009-2010
  - 1re du scratch à Cali
- 2010-2011
  - 3e de l'omnium à Cali
- 2011-2012
  - 2e de la poursuite par équipes à Pékin
- 2012-2013
  - 3e de la poursuite par équipes à Glasgow[4]
- 2016-2017
  - 3e de l'omnium à Glasgow
- 2019-2020
  - 3e de la course aux points à Minsk

### Coupe des nations
- 2021
  - 1re du scratch à Hong Kong

### Championnats d'Europe
| Édition / Épreuve          | Poursuite individuelle | Poursuite par équipes | Course aux points | Scratch | Omnium |
| Valence 2004 (espoirs)     | Argent                 |                       | Bronze            |         |        |
| Fiorenzuola 2005 (espoirs) | Or                     |                       |                   |         |        |
| Athènes 2006 (espoirs)     | Or                     |                       |                   | Bronze  |        |
| Pruszków 2010              |                        |                       |                   |         | Argent |
| Apeldoorn 2011             |                        | Bronze                |                   |         | Argent |
| Panevėžys 2012             |                        | Bronze                |                   |         | Or     |
| Berlin 2017                |                        |                       | Bronze            |         |        |
| Apeldoorn 2019             |                        |                       | Argent            |         | Bronze |

### Jeux européens
| Édition / Épreuve | Poursuite individuelle |
| Minsk 2019        | Or                     |

### Championnats de Biélorussie
- Championne de Biélorussie de poursuite : 2011, 2012, 2019 et 2021
- Championne de Biélorussie de poursuite par équipes : 2011 et 2012  (avec Alena Dylko et Aksana Papko)
- Championne de Biélorussie de course aux points : 2011, 2012 et 2017
- Championne de Biélorussie du scratch : 2011 et 2012
- Championne de Biélorussie d'omnium : 2011 et 2012
- Championne de Biélorussie de vitesse par équipes : 2017  (avec Kristina Bialetskaya et Karalina Savenka)

## Palmarès sur route

### Par année
- 2004
  - 2e du championnat de Biélorussie sur route
- 2005
  -  Championne de Biélorussie sur route
- 2006
  - 3e de La Grande Boucle féminine internationale
- 2007
  -  Championne de Biélorussie sur route
  -  Championne de Biélorussie du contre-la-montre
- 2008
  -  Championne de Biélorussie sur route
  -  Championne de Biélorussie du contre-la-montre
  - 4eb étape du Tour de Bretagne
- 2009
  -  Championne de Biélorussie sur route
  -  Championne de Biélorussie du contre-la-montre
- 2011
  - 2e du championnat de Biélorussie sur route
  - 2e du championnat de Biélorussie du contre-la-montre
- 2012
  -  Championne de Biélorussie sur route
- 2015
  - 2e du championnat de Biélorussie sur route
  - 2e du championnat de Biélorussie du contre-la-montre
- 2016
  -  Championne de Biélorussie sur route
  -  Championne de Biélorussie du contre-la-montre
- 2017
  -  Championne de Biélorussie sur route
  -  Championne de Biélorussie du contre-la-montre
- 2019
  -  Championne de Biélorussie sur route
  -  Championne de Biélorussie du contre-la-montre
  - Grand Prix Alanya
  - Grand Prix Justiniano Hotels
  -  Médaillée de bronze de la course en ligne aux Jeux européens
- 2020
  -  Championne de Biélorussie sur route
  -  Championne de Biélorussie du contre-la-montre
  - 3e étape du Dubai Women's Tour
  - 2e du Dubai Women's Tour
- 2021
  - Grand Prix Velo Manavgat
  - 2e du Grand Prix Mediterrennean

### Classements mondiaux
| Année                                 | 2009 | 2010 | 2011 | 2012 | 2013 | 2014 | 2015 | 2016 | 2017 | 2018 | 2019 | 2020 | 2021 |
| ------------------------------------- | ---- | ---- | ---- | ---- | ---- | ---- | ---- | ---- | ---- | ---- | ---- | ---- | ---- |
| Classement UCI                        | 178e | nc   | 222e | 236e | nc   | nc   | 315e | 285e | 197e | nc   | 59e  | 65e  | 152e |
| UCI World Tour                        |      |      |      |      |      |      |      | nc   | nc   | nc   | 76e  | nc   | nc   |
|                                       |      |      |      |      |      |      |      |      |      |      |      |      |      |
| Légende : nc = non classéSource : UCI |      |      |      |      |      |      |      |      |      |      |      |      |      |